# Шибанов, Александр Геннадьевич
Александр Геннадьевич Шибанов (род. в 1946 году, Магнитогорск) — художник, график, член Союза журналистов России, член Союза художников России.

## Биография
Александр Геннадьевич Шибанов родился в Магнитогорске в 1946 году в семье художников. Среди его предков — меценат Савва Мамонтов и другие представители купеческой династии Мамонтовых. На картине Валентина Серова «Девочка с персиками» изображена его троюродная тётя — Вера Мамонтова.
Заниматься творчеством начал в возрасте 6 лет в художественной студии им. Г. Соловьева при Дворце культуры металлургов.
В 1982 году стал выпускником художественно-графического факультета МГПИ.
Его учителями были Н. Н. Исаев, Б. Г. Гагарин, Р. А. Сафиулин.
Работал художником-корреспондентом газеты «Магнитогорский рабочий». Принимал участие и становился лауреатом городских, областных, всесоюзных, всероссийских и международных художественных выставок. Получил премию всесоюзного журнала «Юность». Работал художественным редактором энциклопедии «Магнитогорск». Принял участие в оформлении как минимум 40 книжных изданий, среди них «Время Красного дракона» В. И. Машковцева, «Размышления» Марка Аврелия, «В поисках взаимности» В.Цыганкова, «Моя хрустальная дорога» С.Рыкова.
Разработал эскизы наград, которые вручают почётным гражданам Магнитогорска и награждённым «За заслуги перед городом Магнитогорском». Работы Александра Шибанова находятся в Ватикане и Лондонском Королевском обществе графики, в собраниях Московского музея экслибриса, в Магнитогорской картинной галереи и Магнитогорском краеведческом музее. Его графические работы выставлялись в Италии, США, Англии, и Польше. Александр Шибанов — автор экслибриса, который был подарен папе Римскому Иоанну Павлу II.
Дипломант Международной выставки экслибриса в городе Гливице в Польше.
25 ноября 2016 года в Магнитогорской картинной галерее состоялось торжественное открытие персональной выставки Александра Шибанова «Галерея памяти».
Работает в жанре экслибриса, книжной и промышленной графики.